# Циганија
Циганија се налази у Доњем Милановцу, под заштитом је Завода за заштиту споменика културе Ниш. С обзиром да представља значајну историјску грађевину, проглашена је непокретним културним добром Републике Србије.

## Историја
Локалитет Циганија код Мајданпека чине остаци римских грађевина у насељу Циганмала, обухвата простор једне веће античке грађевине у низу римских локалитета који везују Талиату са Равном. Проглашен је за културно добро 25. маја 1966. и истог дана је уписан као потопљен локалитет. У централни регистар је уписан 20. марта 1986. под бројем АН 64, а у регистар Завода за заштиту споменика културе Ниш 18. априла 1983. под бројем АН 19.